# Pentanema squarrosum
  Enula baccherina (nome scientifico  Pentanema squarrosum   (L.) D.Gut.Larr, Santos-Vicente, Anderb., E.Rico & M.M.Mart.Ort., 2019 ) è una specie di pianta angiosperma dicotiledone della famiglia delle Asteraceae (sottofamiglia Asteroideae, tribù Inuleae e sottotribù Inulinae).

## Etimologia
Il nome del genere deriva da due parole greche "penta" (= cinque) e "nema" (= simile ad un filo). L'epiteto specifico (squarrosum) significa "squamoso o ruvido".
Il nome scientifico della specie è stato definito dai botanici Carl Linnaeus (1707-1778), David Gutiérrez-Larruscain, María Santos-Vicente, Arne A. Anderberg (1954-), Enrique Rico (1953-) e María Montserrat Martínez Ortega (1969-) nella pubblicazione " Phytotaxa" (  Phytotaxa 395(1): 18) del 2019.

## Descrizione

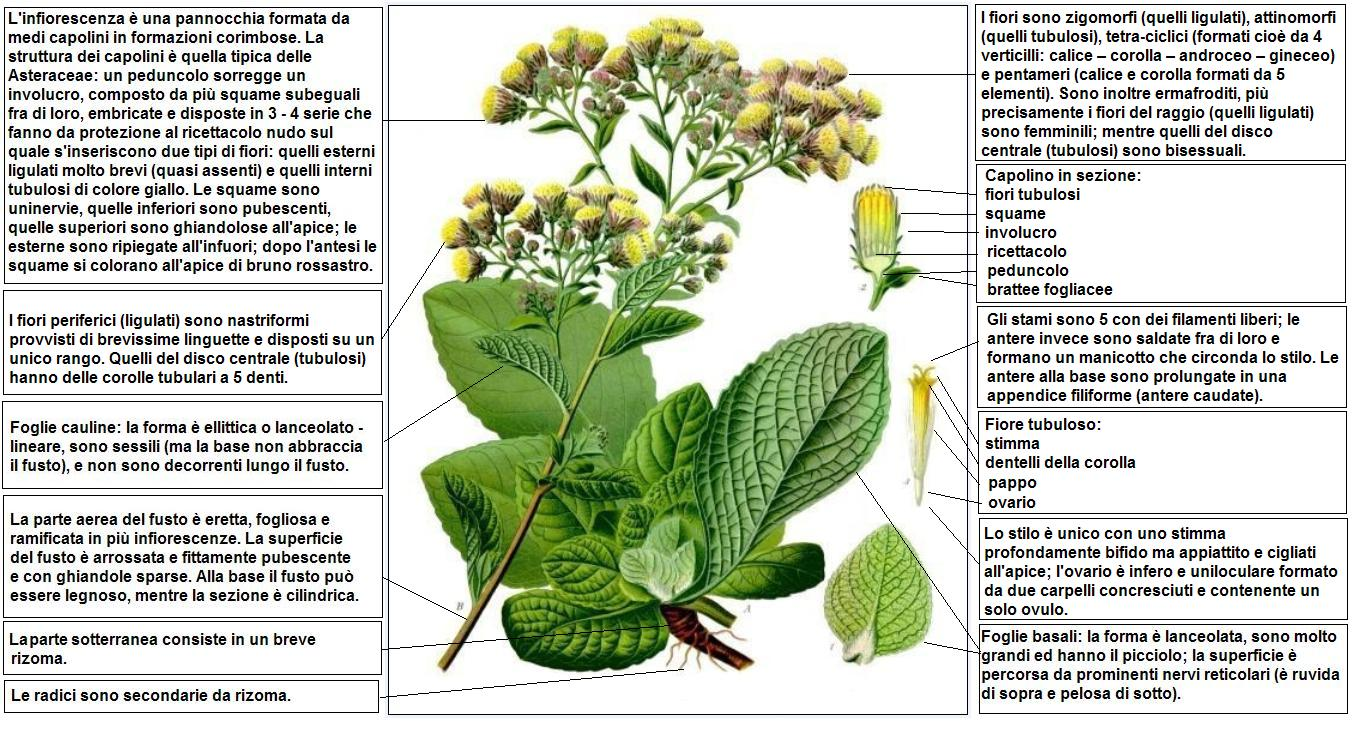
Descrizione delle parti della pianta

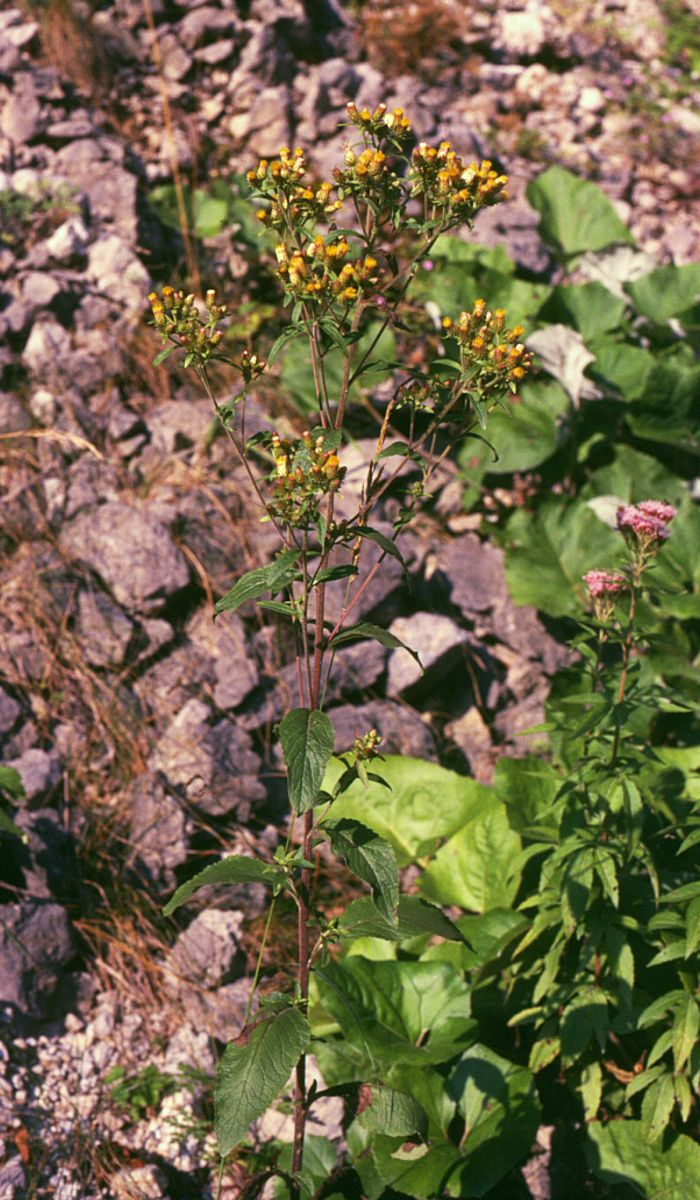
Il portamento

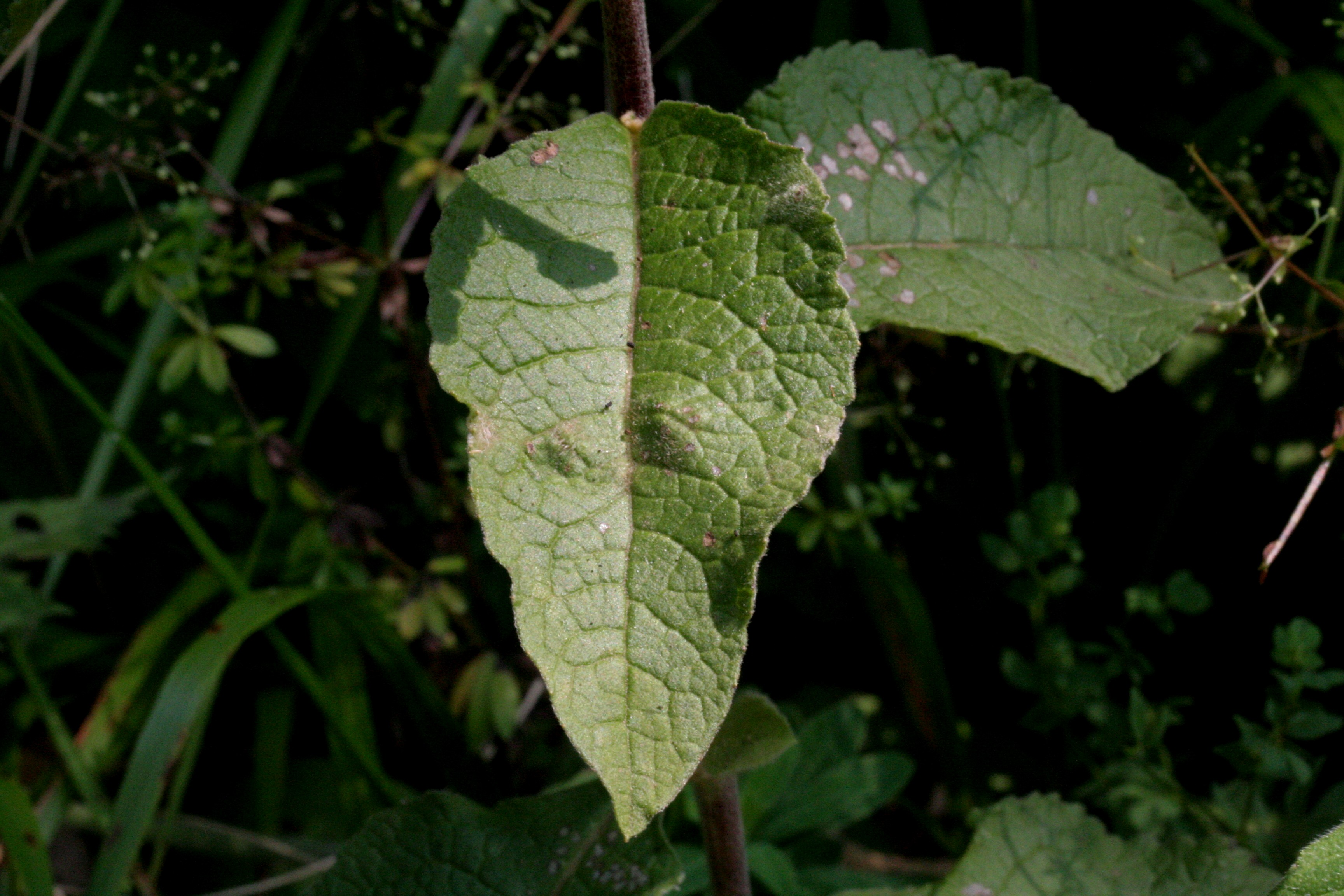
Foglia caulina

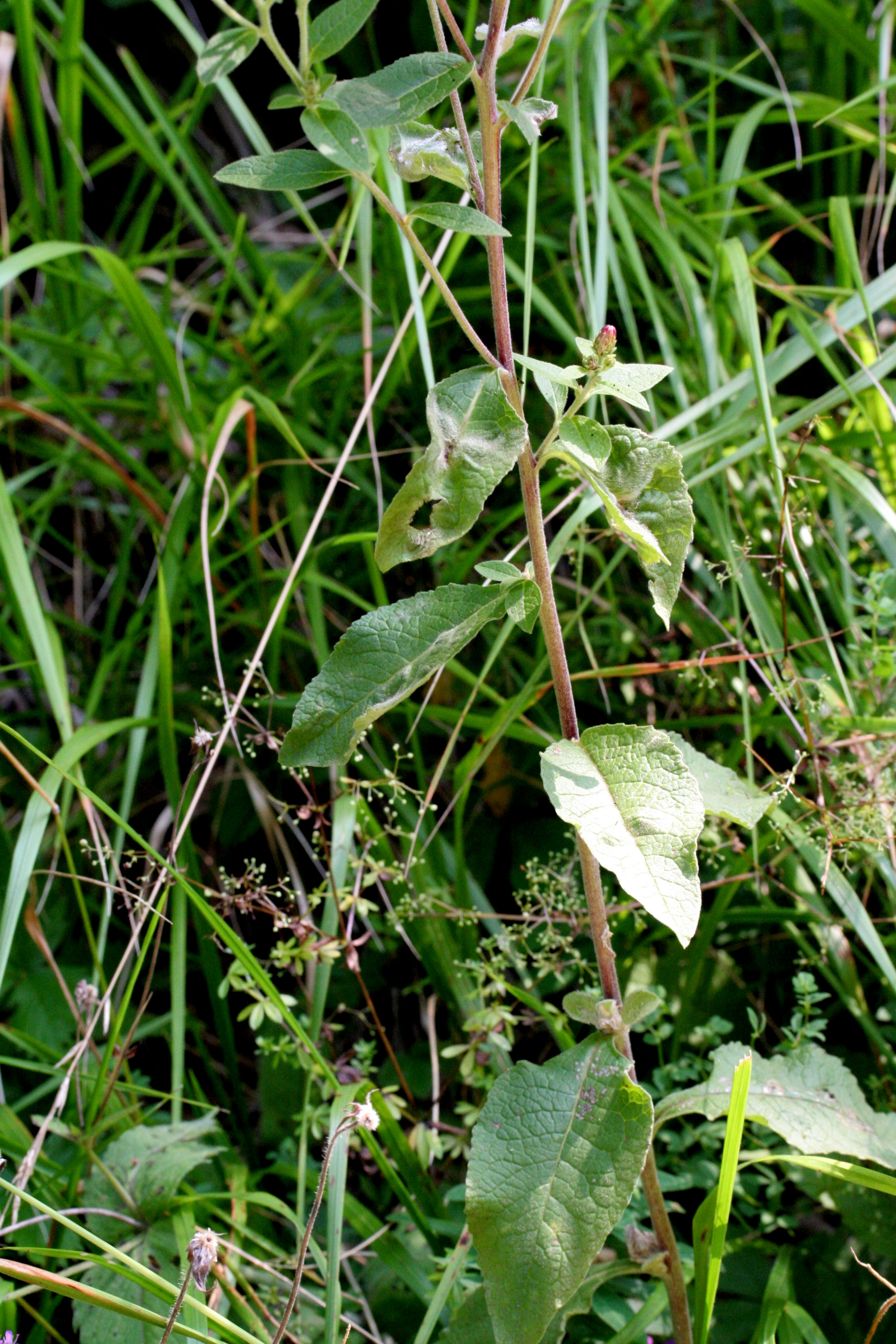
Le foglie

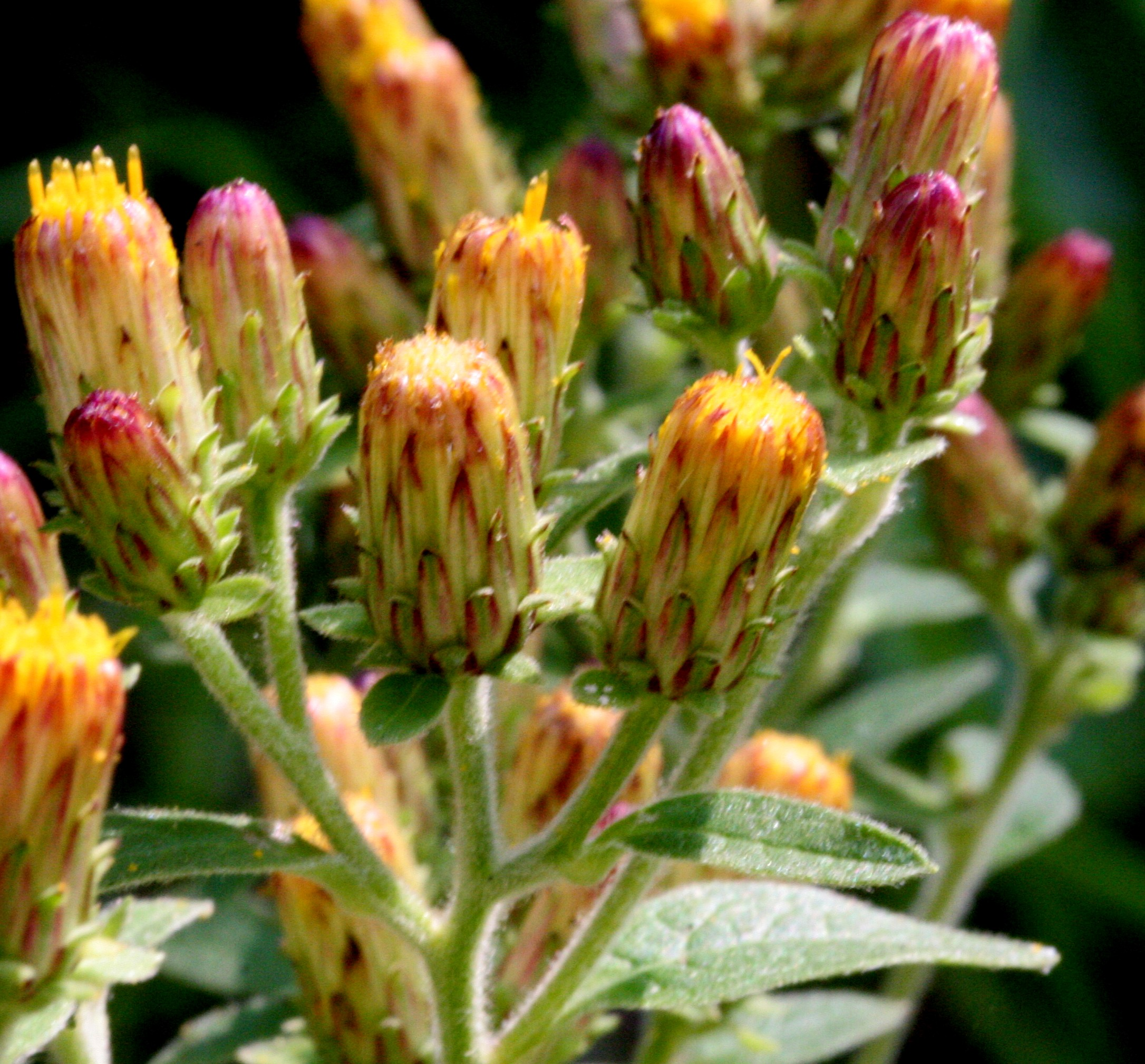
I capolini

Portamento. La specie di questo voce è una erbacea con un ciclo biologico biennale senza canali resinosi. La forma biologica della specie è emicriptofita bienne (H bienn); ossia sono piante a ciclo biologico bienne con gemme poste al livello del suolo con fusto allungato e mediamente foglioso. A volte sono anche emicriptofita scaposa (H scap), ossia perenni. Questa specie non è vischiosa come altre dello stesso genere.
Fusto. Altezza media: 5-12 dm.
- Parte ipogea: la parte sotterranea consiste in un breve rizoma.
- Parte epigea: la parte aerea del fusto è eretta, fogliosa e ramificata in più infiorescenze. La superficie del fusto è arrossata e fittamente pubescente e con ghiandole sparse. Alla base il fusto può essere legnoso, mentre la sezione è cilindrica.

Foglie. Le foglie sono sia radicali che cauline, e sono intere a margini dentati. Lunghezza del picciolo: 2 – 4 cm. Dimensione delle foglie basali: larghezza 5 – 6 cm; lunghezza 10 – 12 cm.
- Foglie basali: la forma è lanceolata, sono molto grandi ed hanno il picciolo; la superficie è percorsa da prominenti nervi reticolari (è ruvida di sopra e pelosa di sotto).
- Foglie cauline: la forma è ellittica o lanceolato-lineare, sono sessili (ma la base non abbraccia il fusto), e non sono decorrenti lungo il fusto..

Infiorescenza. Le infiorescenze sono formate da medi capolini sia solitari che in formazioni corimbose. I capolini sono di tipo radiato eterogamo. I capolini sono formati da un involucro composto da brattee disposte in modo embricato al cui interno un ricettacolo fa da base ai fiori ligulati periferici o fiori del raggio e ai fiori tubulosi quelli centrali o del disco. L'involucro è cilindrico. Le brattee sono disposte generalmente su 3-4 righe; hanno consistenza erbacea o cartilaginea, ma senza margini ialini; gli stereomi non sono divisi; sono uninervie; quelle inferiori sono pubescenti, quelle superiori sono ghiandolose all'apice; le esterne sono ripiegate all'infuori; dopo l'antesi e si colorano all'apice di bruno rossastro. Il ricettacolo è liscio e senza pagliette (a protezione della base dei fiori). Diametro dei capolini: 8 – 12 mm. Diametro dell'involucro cilindrico: 6 mm.
Fiori.  I fiori sono tetra-ciclici (formati cioè da 4 verticilli: calice – corolla – androceo – gineceo) e pentameri (calice e corolla formati da 5 elementi). Si distinguono in:
- fiori del raggio (esterni): sono femminili e sono disposti su una o più serie; la forma è ligulata (zigomorfa); possono essere molto brevi o quasi assenti;
- fiori del disco (centrali): sono più numerosi con forme brevemente tubulose (attinomorfe); sono ermafroditi e fertili.

- Formula fiorale:

*/x K {\displaystyle \infty }, [C (5), A (5)], G 2 (infero), achenio
- Calice: i sepali del calice sono ridotti ad una coroncina di squame.

- Corolla:

- fiori del raggio: la forma della corolla alla base è più o meno tubulosa-imbutiforme, mentre all'apice è ligulata o minutamente ligulata; la ligula può terminare con alcuni denti; il colore è giallo; la ligula è di 1 mm;
- fiori del disco: la forma è tubulare bruscamente divaricata in 4-5 brevi lobi; il colore è giallo; lunghezza del tubo corollino: 4 – 5 mm.

- Androceo: l'androceo è formato da 5 stami sorretti da filamenti generalmente liberi; gli stami sono connati e formano un manicotto circondante lo stilo; le teche (produttrici del polline) sono troncate e non sono speronate. La base delle antere può essere lunga o corta con code ramificate. Il tessuto dell'endotecio è a forma radiata. Le cellule del collare dei filamenti sono piatte o di tipo mammelloso.

- Gineceo: il gineceo ha un ovario uniloculare infero formato da due carpelli.[6] Lo stilo è unico e con due stigmi nella parte apicale. Gli stigmi spesso sono provvisti di peli acuti che terminano sopra la biforcazione senza raggiungerla, oppure da peli ottusi che terminano ben al di sotto della biforcazione. Le superfici stigmatiche confluiscono all'apice, mentre alla base sono separate in due distinte linee (lignee stigmatiche marginali[8]). Il polline è spinuloso.

- Antesi: da giugno a ottobre.

Frutti. I frutti sono degli acheni pelosi, cilindrico-costoluti con pappo a setole dentate disposte in un unico rango. L'epidermide dell'achenio è caratterizzata da lunghi cristalli. Dimensione del frutto achenio: 2,5 mm. Lunghezza del pappo: 6 – 7 mm.

## Biologia
Impollinazione: tramite insetti (impollinazione entomogama tramite farfalle diurne e notturne).

Riproduzione: la fecondazione avviene fondamentalmente tramite l'impollinazione dei fiori.

Dispersione: i semi cadono a terra e vengono dispersi soprattutto da insetti come formiche (disseminazione mirmecoria). Un altro tipo di dispersione è zoocoria: gli uncini delle brattee dell'involucro (se presenti) si agganciano ai peli degli animali di passaggio che portano così i semi anche su lunghe distanze. Inoltre per merito del pappo (se presente) il vento può trasportare i semi anche per alcuni chilometri (disseminazione anemocora).

## Distribuzione e habitat

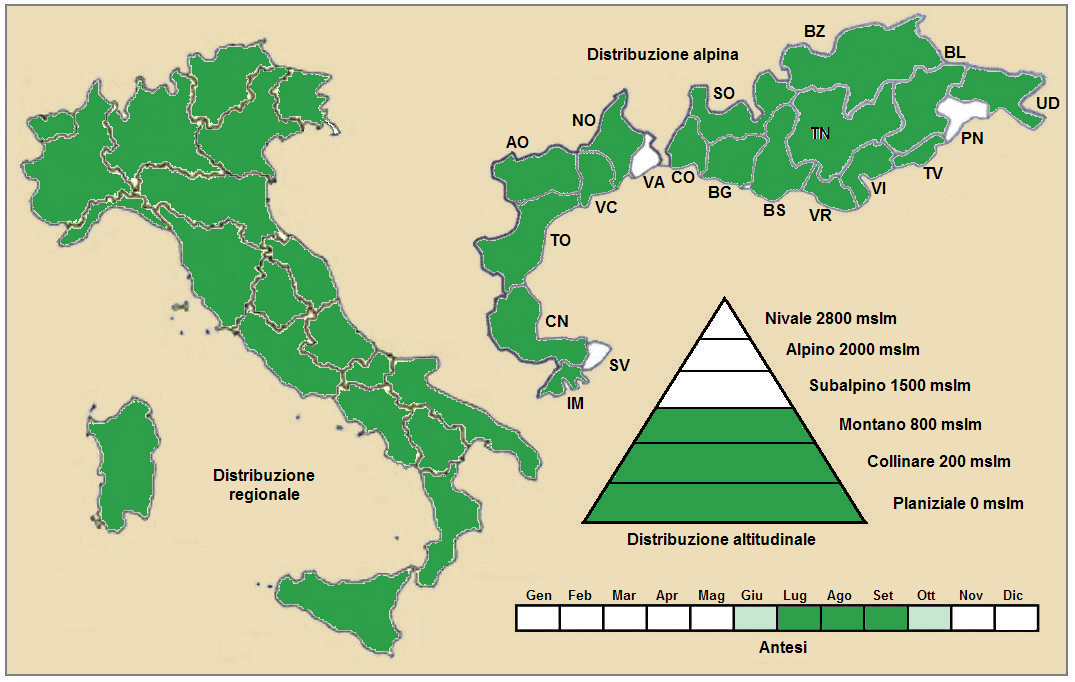
Distribuzione della pianta
(Distribuzione regionale – Distribuzione alpina)

Geoelemento: il tipo corologico (area di origine) è  Medioeuropeo – Ovest Asiatico ma anche Nord Africano..

Distribuzione:  in Italia è comune ovunque; è presente anche nelle Alpi italiane che oltreconfine. Sui vari rilievi europei si trova dappertutto ad esclusione delle Alpi Dinariche. Fuori dall'Europa si trova nell'Africa del Nord e in Asia occidentale.

Habitat: l'habitat tipico sono i boschi di latifoglie, le zone incolte e siepi; ma anche le schiarite, tagli forestali, margini erbacei, arbusteti, luoghi torbosi, pinete, gineprai, carpineti, querceti, castagneti e betuleti. Il substrato preferito è calcareo con pH basico, bassi valori nutrizionali del terreno che deve essere mediamente secco.

Distribuzione altitudinale: sui rilievi queste piante si possono trovare fino a 1350 m s.l.m.; frequentano quindi i seguenti piani vegetazionali: collinare e montano (oltre a quello planiziale – a livello del mare). 

## Fitosociologia
Dal punto di vista fitosociologico alpino la specie di questa voce appartiene alla seguente comunità vegetale:
Formazione: delle comunità delle macro- e megaforbie terrestri
Classe: Trifolio-Geranietea sanguinei
Ordine: Origanetalia vulgaris

## Sistematica
La famiglia di appartenenza di questa voce (Asteraceae o Compositae, nomen conservandum) probabilmente originaria del Sud America, è la più numerosa del mondo vegetale, comprende oltre 23.000 specie distribuite su 1.535 generi, oppure 22.750 specie e 1.530 generi secondo altre fonti (una delle checklist più aggiornata elenca fino a 1.679 generi). La famiglia attualmente (2021) è divisa in 16 sottofamiglie; la sottofamiglia Asteroideae è una di queste e rappresenta l'evoluzione più recente di tutta la famiglia.

### Filogenesi
La tribù Inuleae (comprendente le Inulinae) è una delle 21 tribù della sottofamiglia Asteroideae). Da un punto di vista filogenetico, la tribù Inuleae, all'interno della sottofamiglia, fa parte del gruppo "Helianthodae". La sottotribù Inulinae è caratterizzata dalla particolare pubescenza dello stilo e dagli acheni con cristalli di ossalato di calcio. Il genere Pentanema è caratterizzato da capolini in prevalenza eterogami, da foglie compatte, piatte con forme ellittiche e fiori gialli.
Nella pubblicazione "Flora d'Italia" le specie di Pentanema della flora italiana sono suddivise in tre gruppi. Pentanema squarrosum  appartiene al gruppo caratterizzato da fiori ligulati più piccoli dell'involucro (o lo superano di poco).
I caratteri distintivi della specie  Pentanema squarrosum  sono:
- la pagina inferiore delle foglie basali è scarsamente pubescente;
- le foglie cauline sono sessili con base cuneata e non sono abbraccianti o decorrenti il fusto;
- le brattee dell'involucro sono uninervie;

Il numero cromosomico delle specie di questa voce è: 2n = 32.

### Sinonimi
Sono elencati alcuni sinonimi per questa entità:
- Aster conyzae Griess.
- Conyza squarrosa  L.
- Conyza vulgaris  Lam.
- Inula conyza  DC.
- Inula conyzae  (Griess.) Meikle
- Jacobaea canyza  (DC.) Merino
- Pentanema conyzae  (Griess.) D.Gut.Larr., Santos-Vicente, Anderb., E.Rico & M.M.Mart.Ort.

### Specie simili
I capolini di questa specie sono molto caratteristici, si distinguono a stagione inoltrata, soprattutto per la loro colorazione variopinta (giallo, verde, rosso scuro, viola). L'Pentanema squarrosum potrebbe essere confusa con la Dittrichia graveolens (L.) Greuter, ma quest'ultima si distingue per l'infiorescenza non corimbosa ma distribuita lungo il fusto. Altre specie come la Conyza bonariensis (L.) Cronq.  oppure la Conyza canadensis (L.) Cronq.,  hanno capolini molto più piccoli.

## Usi

### Farmacia
Secondo la medicina popolare queste piante hanno le seguenti proprietà medicamentose: 
- emmenagoghe (regola il flusso mestruale);
- vulnerarie (guarisce le ferite).

### Altri usi
Le foglie secche (o le radici) se bruciate possono essere usate come incenso per allontanare pulci (hanno una certa funzione antiparassitaria e insetticida).

### Giardinaggio
Per una buona crescita queste piante si devono porre in zone ben soleggiate su terreni medio-pesanti (argillosi) ma ben drenati. Le foglie basali formano una rosetta di circa 30 cm di diametro distruggendo quindi tutta l'erba sottostante.